# Herbert Flam
Herbert Flam, ancien joueur de tennis américain, né le 7 novembre 1928 à New York, décédé le 25 novembre 1980.

## Palmarès
- Wimbledon : demi-finaliste en 1951 et 1952
- Internationaux de France : finaliste en 1957, quart de finaliste en 1955 et 1956
- US Open : finaliste en 1950, demi-finaliste en 1948 et 1957
- Open d'Australie : demi-finaliste en 1956